# Gamostolus
Gamostolus is een geslacht van wantsen uit de familie van de Aenictopecheidae. Het geslacht werd voor het eerst wetenschappelijk beschreven door Bergroth in 1927.

## Soorten
Het genus is monotypisch en bevat alleen de volgende soort:

- Gamostolus subantarcticus (Berg, 1883)